# Јеврем Обреновић
Јеврем Обреновић (Горња Добриња, 18. март 1790 — Марашешти, 8/20. септембар 1856) познатији и као Господар Јеврем, био је обор-кнез Шабачке нахије и генерал-дивизијар. Он је један од најзнаменитијих Шапчана, најмлађи брат Милоша Обреновића, деда кнеза и краља Србије Милана Обреновића.

## Биографија
Рођен је у Горњој Добрињи (код Пожеге) око 1790. године. У време Другог српског устанка, Турци су га заточили у Кулу Небојша, али је касније пуштен на слободу, што га чини јединим заточеником Небојша куле који је из ње изашао жив. У марту 1816. године, Милош Обреновић га је поставио за обор-кнеза Шабачке нахије. Тада му је било само 26 година.
У Шапцу се оженио Томанијом, ћерком Анте Богићевића, с којом је изродио осморо деце — седам кћери и једног сина. Његов син Милош био је отац краља Милана Обреновића.
Јевремова кћерка Анка била је удата за Александра Константиновића, с којим је изродила четворо деце, од којих су Катарина и Александар оставили потомство, како мушко тако и женско. Катарином је хтео да се ожени кнез Михаило Обреновић. Ваља споменути и Анкину унуку Наталију, кћерку пуковника Александра Константиновића, команданта краљеве гарде, која се удала за кнеза Мирка Петровића, сина црногорског краља Николе, с којим је имала петоро деце од којих је један од синова, Михаило, отац Николе, актуелног претендента на престо Црне Горе.
Јеврем Обреновић умро је 10. септембра 1856. године на свом имању у Влашкој близу Јашија (данас Румунија тада Османско царство), после дуже болести, где је и сахрањен. Ради се о спахилуку Манасија (Јаломица), у којем је Јефрем подигао дворац и православну цркву. Дворац Јефремов (салон!) је сачуван у потпуности и луксузно опремљен, данас представља туристичко-угоститељску атракцију.

## Обор-кнез Шабачке нахије
У Шабачкој нахији, Јеврем је имао бројна задужења: прикупљање пореза, комунално и урбанистичко уређење, оснивање и устројство Магистрата, организација здравства и спречавање зараза и епидемија, сузбијање хајдучије, ушоравање села, гушење буна, учешће у дипломатским активностима итд. Учествовао је у гушењу Абулине (1821), Ђакове (1825) и Чарапићеве (1826) буне и својим рукама је, срамно и мучки, убио Милоја Ђака којег је кнез Милош био предао војсци да му суди, а они су одлучили да га поштеде.
У Шапцу је провео 15 година и својим делима сврстао се у ред знаменитих бесмртника. Зато се његов боравак у Шапцу назива „Јевремовим златним добом“. Својим визионарским деловањем ударио је темеље потоњег „Малог Париза“.
Године 1829, Јеврем је из Сомбора довео Јосифа Шлезингера за учитеља музике својој деци. Шлезингер је у Шапцу основао сопствену „музичку капелу“, али ју је кнез Милош убрзо одвео у Крагујевац (1. јуна 1831. године Јосиф Шлезингер постављен је за капелника војне музике у Крагујевцу). Захваљујући Јевремовим напредним схватањима, Шабац је, међу првим градовима у Србији, имао: школу, учитеље, лекаре, апотекаре, „художественике“ итд. Шабачку варош Јеврем је такође по „европејски“ уредио: главне улице су се секле под правим углом, а остале „према њима... изведене лењиром“. За време Јевремове владе, у Шапцу су почеле да раде бројне значајне установе: Шабачки магистрат (1823), Школа код Цркве (коју је Јеврем подигао сопственим средствима), грађанска болница са две просторије (већа за болеснике, мања за лекаре, 1826. године), добро опремљена апотека (1826), касарна (зграда са четири просторије) са 60 војника итд. Јоаким Вујић сведочи да је, 1826. године, у Шапцу затекао солидно снабдевену апотеку са лековима у вредности од 5000 гроша.

## Јевремов конак
Године 1824. завршена је градња Јевремовог конака у Шапцу, складне спратне грађевине, која је била међу најлепшим у Србији. У њему се живело по „европејским“ назорима и манирима. Здање је било стециште школованих и учених људи, интелектуалне и уметничке елите ондашње Србије, којима је Јеврем био мецена и потпора.
Јеврем и његов Конак су по много чему значајни: по првом клавиру у тадашњој Србији, дакле не рачунајући три касније присаједињене нахије Источне Србије (кнегиња Сара Карапанџић имала је клавир у Неготину раније), првом савременом кревету и другом намештају и бечком прибору за јело, а имао је и прва пенџерска стакла у Србији (опет, ово нису први застакљени прозори уопште, јер је фиксних застакљених прозора било још у Средњем веку, него прозори који се отварају).
Била је у оквиру Конака и знаменита Јевремова библиотека (са делима Лафонтена, Купера, Скота, Шилера, и других) једна од богатијих у Србији. А у дворишту Конака, као симбол статуса и моћи, стајао је нацифрани фијакер (опет први у Србији), купљен у тадашњој аустријској Војводини.

## Губернатор београдске вароши
У новембру 1831. године, кнез Милош поставио је Јеврема за губернатора вароши и Нахије београдске. Половином 1835. године унапређен је у чин генерал-мајора, а надаље је заузимао многе значајне положаје: надзорник јавних грађевина, управник Војно-полицијске канцеларије, председник Државног савета, члан Намесничке владе итд.
Под Јевремовим покровитељством, почетком 1832. године, основана је у Београду јавна Библиотека као „полудржавна“ установа. Први дародавац књига био је управо Јеврем.

## Породица

### Родитељи
| име               | слика | датум рођења | датум смрти   |
| ----------------- | ----- | ------------ | ------------- |
| Теодор Михаиловић |       |              | 1802.         |
| Вишња Урошевић    |       |              | 30. јун 1817. |

### Супружник
| име                | слика | датум рођења | датум смрти   |
| ------------------ | ----- | ------------ | ------------- |
| Томанија Богићевић |       | 1796.        | 13. јун 1881. |

### Деца
| име                     | слика | датум рођења       | датум смрти        | супружник                 |
| ----------------------- | ----- | ------------------ | ------------------ | ------------------------- |
| Јелена Обреновић        |       | 6. мај 1818.       | 188..              | Константин Хадија         |
| Симеона Симка Обреновић |       | 6. мај 1818.       | 1837.              | Јанаћ (Јован) Герман      |
| Анка Обреновић          |       | 1. април 1821.     | 10. јун 1868.      | Александар Константиновић |
| Јекатерина Обреновић    |       | 9. јул 1826.       | 6. август 1848.    | умрла у младости          |
| Стана Обреновић         |       | 24. март 1828.     | септембар 1842.    | умрла у младости          |
| Милош Обреновић         |       | 25. новембар 1829. | 20. новембар 1861. | Елена Марија Катарџи      |